# Н’Геа, Жак
Жак Нгеа Эно́нге (фр. Jacques N'Guéa Énongué; 8 ноября 1955, Камерун — 31 мая 2022, Яунде) — камерунский футболист, играл на позиции нападающего, участник чемпионата мира 1982 года. Обладатель Кубка африканских наций 1984 года.

## Биография

### Клубная карьера
Нгеа всю футбольную карьеру, насчитывающую 15 сезонов, играл за «Канон Яунде», в составе которого выиграл 7 чемпионских титулов, 7 Кубков Камеруна и 2 Лиги чемпионов КАФ.

### Карьера в сборной
В составе сборной Камеруна принимал участие на чемпионате мира 1982 года, где сыграл в 2 матчах на групповом этапе со сборными Перу (0:0) и Польши (0:0). 
Играл на Кубке африканских наций 1982 года и Кубке африканских наций 1984 года, став в 1984 году обладателем Кубка Африки.

### Смерть
Скончался 31 мая 2022 года в Центре неотложной помощи (Яунде) в возрасте 66 лет после продолжительной болезни.

## Достижения
«Канон Яунде»
- Чемпион Камеруна (7) : 1974, 1977, 1979, 1980, 1982, 1985, 1986
- Обладатель Кубка Камеруна (7) : 1973, 1975, 1976, 1977, 1978, 1983, 1986
- Победитель Африканского Кубка чемпионов (2) : 1978, 1980
- Обладатель Кубка обладателей Кубков КАФ (1) : 1979

 Камерун
- Обладатель Кубка африканских наций (1) : 1984